# Gladys Tantaquidgeon
Gladys Tantaquidgeon (ur. 15 czerwca 1899, zm. 1 listopada 2005 w Uncasville w Connecticut) – amerykańska działaczka społeczna, Indianka Mohegan, zasłużona dla zachowania i upowszechnienia kultury i tradycji swego plemienia.
Od 1919 studiowała antropologię kulturową na Uniwersytecie Pensylwanii pod kierunkiem Franka Specka. Zajmowała się problematyką plemion północno-zachodniej części Stanów Zjednoczonych. Od 1934 pracowała w instytucjach rządowych zajmujących się kulturą indiańską (m.in. w Federalnym Biurze Sztuki i Rzemiosła Indiańskiego przy Departamencie Spraw Wewnętrznych). W 1947 przeniosła się do pracy w Tantaquidgeon Indian Museum w Uncasville (Connecticut), założonym w 1930 przez jej ojca Johna i brata Harolda; przez kilkadziesiąt lat była kuratorem muzeum, należała także do rady plemienia Mohegan.
Jest autorką wielu artykułów poświęconych kulturze i językowi Mohegan; opublikowała książkę poświęconą tradycyjnej medycynie ludowej Indian z Delaware (A Study of Delaware Indian Medicine Practices and Folk Beliefs, wydaną po raz pierwszy w 1942 i wznawianą w 1972 i 1995 jako Folk Medicine of the Delaware and Related Algonkian Indians).
Urodzona w czasach, gdy władze federalne nie uznawały istnienia plemienia Mohegan, swoimi badaniami i działalnością społeczną przyczyniła się do ponownego jego uznania przez rząd federalny. Dzięki temu liczące obecnie około 1700 członków plemię mogło założyć znane kasyno Mohegan Sun i stać się jedną z najbogatszych tubylczych społeczności w Stanach Zjednoczonych. Pomagała też plemionom zachodnim, na przykład Siuksom Yankton, w staraniach o zachowanie swojej kultury i tradycji.
Została wyróżniona honorowymi doktoratami Uniwersytetu Yale i Uniwersytetu Stanowego Centralnego Connecticut oraz miejscem w Hall of Fame kobiet stanu Connecticut. Przez Moheganów ceniona była jako duchowa przywódczyni plemiennych ceremonii i tradycyjna lekarka (medicine woman), umiejąca sięgać do ludowej wiedzy medycznej swoich przodków.
Powołując się na swoje badania genealogiczne, uważała się za potomkinię (w dziesiątym pokoleniu) historycznego wodza plemienia Mohegan Uncasa. Oddana sprawom swego plemienia, nigdy nie wyszła za mąż. Jej posąg wita wchodzących do kasyna Mohegan Sun.